# Podlehnik
Podlehnik este o localitate din comuna Podlehnik, Slovenia, cu o populație de 401 locuitori.